# Fabrizio Caligara
Fabrizio Caligara, né le 12 avril 2000 à Borgomanero en Italie, est un footballeur italien, qui évolue au poste de milieu central à l'US Sassuolo.

## Biographie

### En club
Natif de Borgomanero dans la région du Piémont en Italie, Fabrizio Caligara est formé par l'un des plus grands clubs du pays, la Juventus de Turin. Il fait sa première apparition en professionnel alors qu'il a seulement 17 ans, le 12 septembre 2017, lors d'un match de groupe de Ligue des champions face au FC Barcelone. Il entre en jeu en cours de partie ce jour-là, à la place de Gonzalo Higuaín, et son équipe s'incline sur le score de trois buts à zéro.
Le 1er février 2018, Caligara signe en faveur du Cagliari Calcio, qui débourse deux millions d'euros pour le recruter. Le 17 avril 2018, il joue son premier match de Serie A, en entrant en jeu lors d'une défaite de son équipe face à l'Inter Milan (4-0).
Pour la saison 2018-2019, Caligara est prêté à l'Olbia Calcio, en Serie C. Blessé pendant toute la première partie de saison, il ne joue que six matchs avec ce club.
Le 20 juillet 2019, il est prêté pour la saison 2019-2020 au Venise FC, en Serie B.
Le 1er février 2021 il est prêté jusqu'à la fin de la saison à l'Ascoli Calcio.
Le 11 août 2021, Caligara est prêté pour une saison supplémentaire à l'Ascoli Calcio. Il marque son premier but pour Ascoli le 14 janvier 2022, lors d'une rencontre de championnat face au Ternana Calcio, participant ainsi à la victoire des siens par quatre buts à deux.
Convaincant lors de son prêt, Caligara rejoint définitivement l'Ascoli Calcio lors de l'été 2022. Il signe un contrat courant jusqu'en juin 2026.
Touché au dos en novembre 2023, Caligara est absent des terrains pour au moins deux mois.
Le 20 juillet 2024, Fabrizio Caligara rejoint l'US Sassuolo. Il signe un contrat de deux ans, soit jusqu'en juin 2026, avec une option de prolongations.

### En équipe nationale
Avec l'équipe d'Italie des moins de 17 ans, il participe à deux reprises au championnat d'Europe des moins de 17 ans, en 2016 puis en 2017. Lors de l'édition 2016 organisée en Azerbaïdjan, il reste sur le banc des remplaçants. Lors de l'édition 2017 qui se déroule en Croatie, il joue deux matchs, avec notamment une victoire contre la Croatie.
Il inscrit deux buts dans la catégorie des moins de 17 ans, lors d'un match amical contre Israël en septembre 2016, puis en mars 2017, contre la Belgique, lors des éliminatoires du championnat d'Europe. Il officie par ailleurs comme capitaine contre l'Autriche en février 2017, lors d'une rencontre amicale.